# Alimentação natural para cães
A alimentação natural para cães consiste em oferecer uma dieta equilibrada nutricionalmente, feita com ingredientes naturais e minimamente processados, sendo considerados o processo de cozimento e congelamento do alimento. Também conhecida como AN (alimentação natural), possui várias modalidades, entre as quais podemos citar as mais utilizadas: a dieta cozida sem ossos, crua sem ossos ou crua com ossos. Como ingredientes, são utilizados carnes, vegetais, tubérculos, grãos, entre outros ingredientes aptos para o consumo humano. Considerado como um alimento completo (Portaria 3/2009), deve atender a todos os requisitos nutricionais exigidos pelas diretrizes médicas veterinárias, como a European Pet Food Industry Federation (FEDIAF) ou a Association of American Feed Control Officials.
Evidências científicas comprovam a alta digestibilidade da dieta natural, efeitos significativos no organismo como o aumento das células vermelhas, entre outras comprovações relacionadas à capacidade de o alimento atuar diretamente na prevenção de doenças crônico-regenerativas como o câncer.
Devido a uma série de eventos envolvendo contaminações de rações por micotoxinas e outras substâncias nocivas à saúde dos pets, fez com que os tutores começassem a questionar a qualidade e segurança dos alimentos industrializados para cães e gatos. Ao longo dos anos, as pessoas vem procurando seguir um estilo mais saudável de vida e de alimentação, e com tantos pets (mais de 139 milhões no Brasil, sendo 54 milhões de cães), a procura aumenta a cada ano, levando em consideração que o setor de alimentação representa 46,4 % de todo setor pet, onde produtos para animais de estimação representam 0,36% do PIB brasileiro. O Brasil é o segundo principal mercado pet do mundo, e além do mercado "padrão" de alimentação pet recentemente surgiram novas opções como o pet bakery, mais conhecido como padaria para animais.